# Луций Аврелий Кота (трибун 103 пр.н.е.)
Вижте пояснителната страница за други личности с името Луций Аврелий Кота.
Луций Аврелий Кота (на латински: Lucius Aurelius Cotta) е политик на Римската република през края на 2 век пр.н.е. Произлиза от фамилията Аврелии, клон Кота.
През 103 пр.н.е. той е народен трибун заедно с Луций Апулей Сатурнин, Тит Дидий, Гай Норбан, Луций Антисций Регин и Марк Бебий Тамфил. Консули тази година са Луций Аврелий Орест и Гай Марий.